# 家族計画

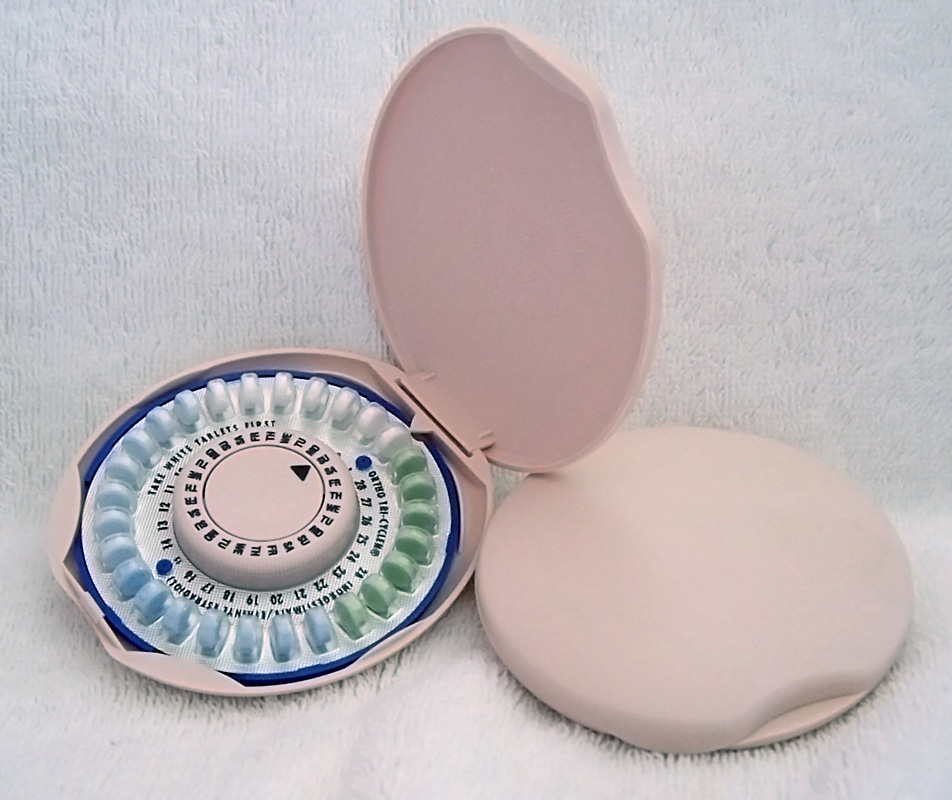
複合経口避妊薬。1960年から利用できるようになった「ピル」は、数十年以上、家族計画における道具的役割を担ってきた。

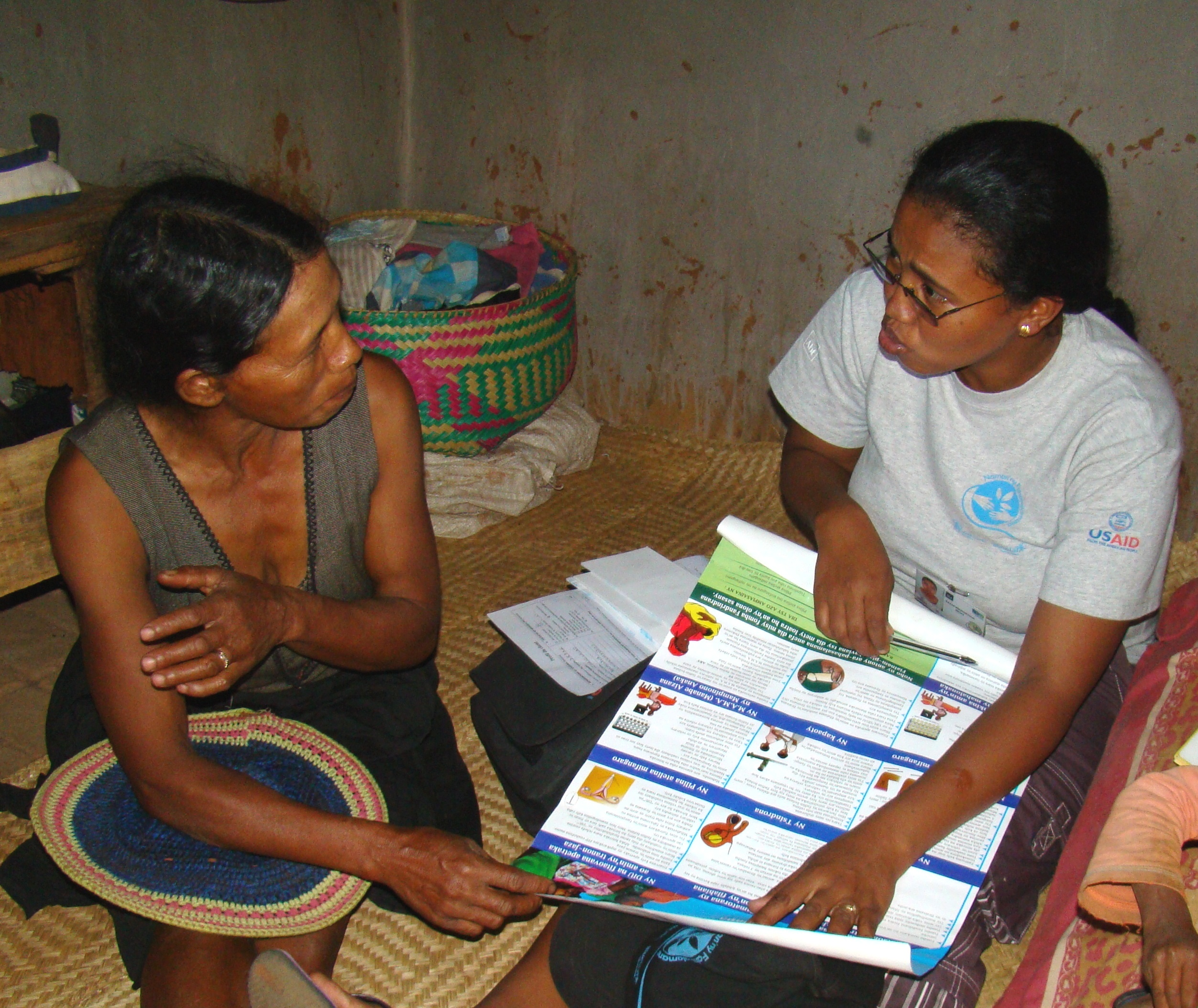
家族計画の方法

家族計画（かぞくけいかく、英語：family planning）は、家庭毎の、いつ・どれだけ子供を持つかという計画をいう。

## 概説
1950年代以降、アジアを中心に食糧不足や資源不足、貧困や経済開発の遅れが生じたが、その原因に人口の急激な増加が指摘されるようになった。所得水準が低い国々では、子供が家計の収入には欠かせない存在であり、社会保障制度も整っていないため、親が子供に対して老後の生活の世話をしてくれることを期待して、出生率が高くなる傾向にある。
発展途上国で人口爆発が起きると、農業生産は上がらず、一人当たりの所得水準は低くなり、貧困から抜け出せない状態に陥る。そこで総合的な人口政策として、家族計画の導入が図られるようになった。
しかし多くの発展途上国では、出生率の数値目標を達成するための頭ごなしの人口政策がとられたため、人々の反発を買い、具体的な成果を上げることができなかった。また、諸問題の根源がすべて人口増加にあるわけではなく、富の再分配の不平等や社会福祉政策の不備が、結果として人口増加につながっていると指摘されるようになった。これは人口減少の場合においても、同様の議論がある。
世界人口会議の流れを汲み、1994年にエジプトのカイロで開かれた国際人口開発会議では、統計優先の国家人口政策というマクロの視点から、個々の健康や生活というミクロの視点へ重点を移すべきとされた。

## 各国の政策

### 日本
戦中は産めよ殖やせよが唱えられたが、戦後は人口爆発への懸念から、産児制限が唱えられるようになった。その結果戦後10年ほどで合計特殊出生率が4を超えていたものが2を下回るところまで急落した。
1958年度の『厚生白書』では家族計画は単なる子減らしではなく、
われわれが健康にして文化的な生活を営むためには、自らの手で家族設計すなわち適当な家族構成を考えて行くことが必要となるが、家族計画とは、このような自主的計画的な家族設計のことをいうのである。
としている。即ち産児制限の中で、各家庭が自主的、計画的に行う側面を強調している。
その後しばらくは合計特殊出生率が2付近のまま推移していたが1970年代以降は緩やかに下落していき、1989年のいわゆる「1.57ショック」以降はそれまでとは逆に少子化が問題視されるようになった。

### 中国
中華人民共和国では、1979年から一人っ子政策を導入して、強制的な人口抑制が図られた。しかし、男女比の不均衡、無戸籍児の増加、将来の急激な少子高齢化が、新たな問題となっている。

### インド
インドでは1970年代に出生率の数値目標を定めた強制的な人口抑止政策がとられたが人々の反発を買い、中止され、家族計画を中心とする政策に移行した。